# Manavgat
Manavgat este un oraș din Turcia.